# ناتالیا نازارووا
ناتالیا نازارووا (روسی: Наталья Викторовна Назарова؛ زادهٔ ۲۶ مهٔ ۱۹۷۹) دونده زن اهل روسیه است.
وی همچنین برندهٔ جوایزی همچون نشان دوستی شده‌است.